# Каприле
Каприле (итал. Caprile) — коммуна в Италии, располагается в регионе Пьемонт, в провинции Бьелла.
Население составляет 210 человек (2008 г.), плотность населения составляет 19 чел./км². Занимает площадь 11 км². Почтовый индекс — 13864. Телефонный код — 015.

## Демография
Динамика населения:

## Администрация коммуны
- Официальный сайт: